# Zora silvestris
Espèce
Zora silvestris est une espèce d'araignées aranéomorphes de la famille des Miturgidae.

## Distribution
Cette espèce se rencontre de l'Europe à l'Asie centrale.

## Description
Les mâles mesurent de 3 à 4 mm et les femelles de 3,5 à 4 mm.

## Publication originale
- Chyzer & Kulczyński, 1897 : Araneae Hungariae secundum collectiones a Leone Becker pro parte perscrutatas, conscriptae a Cornelio Chyzer at Ladislao Kulczyński. Budapestini, Editio Academiae Scientiarum Hungaricae, vol. 2, p. 151-366.